# 阜陽駅
阜陽駅（ふよう-えき、中国語：阜阳站、英語：Fuyang Railway Station）は中華人民共和国安徽省阜陽市潁東区に位置する、中国国家鉄路集団・上海局の管轄下に置かれる一等駅。
当駅は中国国家鉄路集団・上海局が管轄する普速鉄道網において重要なターミナル駅の一つであり、北隣にある阜陽北駅とともに「阜陽ターミナル（阜陽樞紐）」を構成する。京九線を筆頭にいくつかの路線がここで交差する。京九線を走行する長距離列車は、阜陽駅で機関車および乗務員の交代作業を行うのが一般的である。

## 乗り入れ路線
- 京九線：北京西駅起点より855km、深圳駅まで1517km
- 阜淮線：本駅が起点、淮南駅まで126km
- 青阜線：青龍山駅起点より152km、本駅が終点。
- 漯阜線：阜陽北駅より京九線と共用、漯河駅起点より228km
- 阜六線：袁寨駅まで阜淮線と共用、六安駅まで167.8km。[1]

## 駅構造
- 単式ホーム1面、島式ホーム4面の地上駅である。1面以外は高さの高いホームである[2]。

## 利用状況
本駅は京九線、阜淮線、青阜線、漯阜線の旅客、貨物を扱う一等駅で、各種別を含め2010年4月現在、毎日90本余りの旅客列車が発着する。阜陽駅から出稼ぎに出る民工が多い

## 歴史
- 1970年：開業した[5]。
- 2006年：駅舎を全面的に改造した[2]。
- 2007年：10億元の費用をかけて改造を始めた[6]。
- 2008年1月28日：改造工事が終了し、新ホームと柱の無い旅客上屋が竣工した[7]。

## 隣の駅
中国国鉄
京九線
伍明駅 - 阜陽北駅 - 阜陽駅 - 潁南駅
阜淮線
阜陽駅 - 袁寨駅
青阜線
挿花駅 - 阜陽駅
漯阜線
阜陽西駅 - 阜陽北駅 - 阜陽駅